# منتخب اليابان تحت 20 سنة لاتحاد الرغبي
منتخب اليابان الوطني لاتحاد الرغبي تحت 20 سنة هو ممثل اليابان الرسمي في المنافسات الدولية في اتحاد الرغبي . تأسس في 2008.

## وصلات خارجية
- الموقع الرسمي